# Posjolok
Posjolok (Russisch: посёлок, posjolok; "gehucht", "buurt" of "nederzetting") is binnen Rusland een lagere bestuurlijk-territoriale eenheid, een bewoond gebied. Een posjolok kan zich zowel in een stedelijk als in een plattelandsgebied bevinden.

## Typen
Er zijn meerdere typen posjoloks:
- arbeidersnederzettingen (рабочие поселки) - hiertoe behoren posjoloks met industriële ondernemingen, woongebouwen, spoorwegknooppunten en andere objecten. De bevolking bestaat minimaal uit 3.000 personen;
- kuuroord-posjoloks (курортные поселки) - plaatsen met objecten van geneeskundig belang. De bevolking bestaat uit minimaal 2.000 personen;
- datsja-posjoloks (дачные поселки) (plaatsen met zomerverblijven voor stadsmensen).

De eerste twee zijn vormen van een nederzetting met stedelijk karakter (stedelijke bevolking), ook wel posjolok goroda tipa genoemd. De laatste is een vorm van een nederzetting met plattelandskarakter (landelijke bevolking), ook wel posjolok selskogo tipa genoemd. Deze twee vormen worden ook door twee verschillende gemeentelijke vormen bestuurd (zie Russische gemeente):
- de nederzettingen met stedelijk karakter door een gorodskoje poselenieje;
- de nederzettingen met landelijk karakter door een selskoje poselenieje.